# Carl Manu
Carl Sone Manu (Christchurch, 3 aprile 1983) è un rugbista a 15 neozelandese di origine samoana, di ruolo tre quarti centro e 4 volte internazionale per le Samoa.

## Biografia
Manu nasce a in Nuova Zelanda da genitori di origini samoane.
Dal 1996 al 1998 frequenta la Cashmere High School di Christchurch, nella quale si avvicina allo sport del rugby.
Nel 2002 viene convocato nella Nazionale samoana, la Manu Samoa, per la fase di qualificazione alla Coppa del Mondo 2003 contro Figi e Tonga, facendo il suo esordio internazionale il 1º giugno 2002 ad Apia contro le isole Figi, subentrando dalla panchina.
Nel 2004 e nel 2005 viene selezionato per rappresentare la provincia di Canterbury al National Sevens Rugby Tournament, prima di essere ingaggiato in Italia dal GRAN Parma in Super 10, dove disputa 15 partite durante la stagione regolare, segnando 3 mete, e tutte le sei di Challenge Cup.
Poi, dopo due stagioni in Serie A col Colorno, viene ingaggiato dalla S.S. Lazio con la quale conquista la Serie A 2009-10 e la promozione in massima serie dalla stagione successiva, militandovi fino a quella 2012-13.